# Networking Friday
Networking Friday este un film românesc din 2007 regizat de Răzvan Rădulescu.